# Сонка (приток Цны)
Сонка — река в России, протекает в Осташковском и Фировском районах Тверской области. Река вытекает из озера Сонино и течёт на восток. Устье реки находится в 107 км по левому берегу реки Цна у деревни Сонка. Длина реки составляет 16 км.
В Осташковском районе река на реке стоит деревня Слобода Святосельского сельского поселения. В Фировском районе — деревня Сонка Великооктябрьского сельского поселения.

## Данные водного реестра
По данным государственного водного реестра России относится к Балтийскому бассейновому округу, водохозяйственный участок реки — Шлина, речной подбассейн реки — Волхов. Относится к речному бассейну реки Нева (включая бассейны рек Онежского и Ладожского озера).
Код объекта в государственном водном реестре — 01040200112102000019808.